# Petro-Slavianka
Petro-Slavianka est une commune urbaine sous la juridiction de Saint-Pétersbourg faisant partie du  district de Kolpino.